# Catesbaea
Catesbaea es un género con 31 especies de plantas con flores de la familia Rubiaceae. Es originario de los Cayos de Florida y del Caribe.

## Especies seleccionadas
- Catesbaea campanulata Sagra ex DC.
- Catesbaea ekmaniana Urb.
- Catesbaea elliptica Spreng. ex DC.
- Catesbaea erecta Moc. & Sessé ex DC.
- Catesbaea fasciculata Northr.
- Catesbaea foliosa Millsp.
- Catesbaea grayi Griseb.
- Catesbaea parviflora Sw.[2]